# Marius Schrader
Marius Schrader is een popmuzikant en beeldend kunstenaar uit Amsterdam. In de tweede helft van de jaren 1970 was hij oprichter van The Pilots, een modband. Daarna was hij drummer en later ook mede-componist in Claw Boys Claw. Vanaf 1995 was hij drummer en ontwerper van visual effects bij Shine, de eerste Nederlandse supergroep. Daarna bracht hij soloprojecten uit als WAT, Mars Rader en Revival Rockstar.

## Loopbaan
Schrader startte in Amsterdam de eerste modband The Pilots in 1979 met Marcel Kruup (The Treble Spankers en The Herb Spectacles) en later goeroe-schrijver Tijn Touber van Loïs Lane. Hij werd later vervangen door Fatal Flowers-zanger Richard Janssen. Tijdens zijn studie aan de Technische Universiteit in Delft Industrieel Otwerpen richtte hij in 1982 Skiddle Up Skat op met Peter Konings, die later bij Hallo Venray speelde.
Als beeldend kunstenaar studeerde hij aan de Rietveldacademie. Tijdens de studie exposeerde hij in Amsterdam Bij Galerie Brinkman Kerkstraat en Galerie Delta in Rotterdam. daarna zijn werk op solotentoonstellingen, onder andere Art Basel, Fotografica Festival Breda en FIAC Paris. In het Centraal Museum (Utrecht) stond hij op de Expo Dubbeltalenten samen met Peter te Bos, Fay Lovsky, Herman Brood, Maarten Ploeg en Peter Klashorst.
In 1984 trad hij toe tot Claw Boys Claw, een Nederlandse garagerock-band, die in 1985 samen met Blue Murder de West-Europese inbreng vormde op het Jarocin Festival, het grote en bekende festival achter het IJzeren Gordijn. Waterkanonnen van het leger waren nodig om het enthousiaste publiek van 30.000 mensen af te koelen tijdens hun shows.
Het album With Love From The Boys uit 1986, uitgebracht door Polydor, geproduceerd door Vic Maile, (Led Zeppelin, The Who, Jimi Hendrix, Motörhead), brak door naar een groter publiek. Datzelfde jaar speelde de band samen met The Cure als headliner op Pinkpop, het belangrijkste openluchtfestival van Nederland. Die show van Claw Boys Claw werd in 2019 door het publiek uitgeroepen tot de top 30 van meest memorabele shows ooit op Pinkpop.
Onder het pseudoniem "The Hipcats" opende Claw Boys Claw voor Nick Cave and the Bad Seeds in Muziekcentrum Vredenburg en speelde voornamelijk covers, die uitgebracht werden op het album Dracula/The Rose.
In 1987 ging Schrader met Claw Boys Claw op tournee langs grote festivals, waarbij ze op het Roskilde Festival 120.000 mensen trokken. Ze brachten de kerstsingle Blue Bells uit ook hun derde volledige album: Crack My Nut. Dit was opgenomen in de Hansa Tonstudio in Berlijn, en geproduceerd door Schraders vriend Victor van Vught, die ook voor Nick Cave gewerkt had. Crack My Nut was hun laatste album bij Polydor.
De band ontving in 1988 de prestigieuze (BV)Popprijs. Later werd de band (in deze formatie) door muziekblad OOR meerdere keren uitgeroepen tot beste Nederlandse live-act. Twee albums werden door OOR in februari 2008 in de top 100 van beste Nederlandse albums geplaatst: positie 15 en 66. Bij een publieksverkiezing voor Best 80's band wereldwijd kwam de band bij de beste 80 artiesten van de jaren tachtig: Muziekblad OOR 05, 6 maart 2004, 50 jaar pop.
In 1988 trad Claw Boys Claw op tijdens het New Music Seminar in New York en ontmoette daar John Cale van The Velvet Underground, die geïnteresseerd was in het produceren van het volgende album van de band.
Op het Megadisc-label bracht de band vervolgens een album met Nederpop-covers uit: Hitkillers, met Herman Brood op piano. Opnieuw uitgebracht in 2018.
In 1989, op het invloedrijke festival Ein Abend In Wien, de opvolger van Pandora's Music Box trad Schrader op met The Sisters of Mercy en The Damned-bassiste Patricia Morrison, samen met de Legendary Stardust Cowboy en Jeffrey Lee Pierce, waarvoor de naam The Hipcats weer van stal gehaald werd. Zij namen het stokje over van The Gunclub als begeleidingsband van The Legendary Stardust Cowboy. Aansluitend gingen Claw Boys Claw en 'The Ledge' direct door op tournee door Scandinavië als een dubbelact-programma. Tournees en festivals volgden door Duitsland, Nederland, Zwitserland, België en Frankrijk.
Het laatste optreden in deze bezetting was het concert in 1988 in het altijd uitverkochte Paradiso, met een gastoptreden van Mariska Veres die het nummer Venus van haar band Shocking Blue meezingt. In februari 1989 verlieten Rossini en Schrader de band.
In 1995 voegde Marius Schrader zich bij de eerste Nederlandse 'Supergroup' Shine. rond Richard Janssen REX, met JB Meijers en Bart van Poppel, (The Analogues). Tot 1996 toerde hij exclusief met Shine.
In juni 2006 voltooide Schrader de rockopera Electro Glam Goth Rock Star. Dit was het eerste van drie solo-projecten onder het alias Mars Rader, met bijdragen van Eddy Steeneken (Moke) en Ross Curry. Zijn eerste soloalbum werd uitgebracht in Duitsland, Japan, het Verenigd Koninkrijk, de VS, Canada, Argentinië, Frankrijk en India. De melodieën van de nummers hoorde hij in zijn dromen en werden opgenomen op een Sony Walkman die naast zijn bed lag. Ze zijn ook te beluisteren op het tweede soloalbum Dream Songs.
Op 6 augustus 2020 verscheen het derde soloproject. ‘2026’. Dit was een synthwave-rockopera van Revival Rockstar over een uitvinding van toekomstige radiomachine in 2026, die afstemt op uitsluitend hoogfrequente astrale sferen, waardoor communicatie met overledenen mogelijk wordt.

## Discografie

### Albums
- With Love From The Boys, 1986, Polydor, LP (#829 538-1), MC (#829 538-4), Produced by Vic Maile. MC heeft drie extra live songs, "Suzie McKenna", "Shake it on the Rocks" and "Venus," recorded at Pinkpop Festival 1986.
- Crack My Nut, 1987, Polydor, LP (#833 436-1), CD (#833 436-2) CD with two extra songs: "Monoman" and "The Clapman."
- Hitkillers, 1988, Megadisc, LP (MD 7894), Covers of Dutch hits, with guest musicians Hans Dulfer, Tineke Schoenmaker, Herman Brood, Jaap van Beusekom, Cor Witjes, John Lagrand, A.L. Jones.
- Claw Boys Claw 3 in 1, 1987, Polydor, LP (#833 049-1), Compilation of Now!, "So Mean," and Indian Wallpaper.
- Hitkillers/The Beast Of Claw Boys Claw, 1988, Megadisc, CD (#MDC 7894), Hitkillers with additional songs (except one track, all are rerecorded versions of previously released Claw Boys Claw tracks)
- Dracula/The Rose, 1989, Megadisc, CD single (#MDC 5270), Includes "Dracula" and "The Rose" plus bonus live concert by The Hipcats: "Down In The Boondocks", "Groupy Girl", "Angel Of The Morning", "Born To Wander", "Come Together", "Return Of The Phantom Shark", "Sunset 'B", "I'm Eighteen" and "Oh Pretty Woman". Bonus live concert by The Hipcats (= Claw Boys Claw), recorded opening for Nick Cave & The Bad Seeds at Vredenburg, Utrecht, October 6, 1986 (incorrectly on sleeve as June 10, 1986).
- CLAW BOYS CLAW, 25-08-87, 2-Meter-Sessies, VARAgram 1987
- Shine - 2-Meter-Sessies-vol-5 Catalog no.:JK74086 Varagram 4777022
- REX -(King)-Love Baby Love, 2 versions, Rex Recordings, 1996
- WAT - Eectro Glam Goth Rock Star, (CD), 2005 WAT recordings
- WAT - Dream songs (CD)                      2008 WAT recordings
- Revival Rockstar*, Mars Rader* - 2026 (CD), 2020, WAT recordings, CMH 20162

### Singles
- "Locomotive Breath", 1986, Polydor, 7" (#885 187-7), "Locomotive Breath" b/w "Suzie McKenna". The last track was recorded live at Pinkpop 1986
- "Locomotive Breath", 1986, Polydor, 12" (#885 187-1), "Locomotive Breath" and "Suzie McKenna" b/w "Shake It On The Rocks" and "Venus". The last three tracks were recorded live at Pinkpop 1986.
- "Blue Bells", 1986, Polydor, 7" (#885 521-7), "Blue Bells" b/w "Jingle Bells". Christmas single. Rereleased by Polydor in 1987 (#887 294-7).
- "Teenage Heartattack", 1987, Polydor, 7" (#885 994-7), "Teenage Heartattack" b/w "The Clapman"
- "Gimme A Break", 1988, Polydor, 7" (#887 392-7)	"Gimme A Break" b/w Monoman"
- "Dracula/The Rose", 1989, Megadisc, 7" (#MD 5270), "Dracula" b/w "The Rose"
- Claw Boys Claw - The Beast Of Claw Boys Claw, 3 versions, Independance, 1988
- That's Life, 3 Countries For Sale (CD, Comp), Megadisc, MDC 7907, 1989
- Revival Rockstar - Cycle of the Soul (CD single), 2020, WAT recordings, CMH 20162